# HD9383
HD9383 — хімічно пекулярна зоря спектрального класу A0, що має видиму зоряну величину в смузі V приблизно  7,9.
Вона  розташована на відстані близько 734,6 світлових років від Сонця.